# Cyanopepla fastuosa
Cyanopepla fastuosa là một loài bướm đêm thuộc phân họ Arctiinae, họ Erebidae.